# Liste der Baudenkmale in Goslar - Zehntstraße
In der Liste der Baudenkmale in Goslar - Zehntstraße sind alle Baudenkmale in der Zehntstraße der niedersächsischen Gemeinde Goslar aufgelistet. Die Quelle der Baudenkmale ist der Denkmalatlas Niedersachsen. Der Stand der Liste ist der 8. Oktober 2022.

## Allgemein
In den Spalten befinden sich folgende Informationen:
- Lage: die Adresse des Baudenkmales und die geographischen Koordinaten. Kartenansicht, um Koordinaten zu setzen. In der Kartenansicht sind Baudenkmale ohne Koordinaten mit einem roten Marker dargestellt und können in der Karte gesetzt werden. Baudenkmale ohne Bild sind mit einem blauen Marker gekennzeichnet, Baudenkmale mit Bild mit einem grünen Marker.
- Bezeichnung: Bezeichnung des Baudenkmales
- Beschreibung: die Beschreibung des Baudenkmales. Unter § 3 Abs. 2 NDSchG werden Einzeldenkmale und unter § 3 Abs. 3 NDSchG Gruppen baulicher Anlagen und deren Bestandteile ausgewiesen.
- ID: die Objekt-ID des Baudenkmales
- Bild: ein Bild des Baudenkmales, ggf. zusätzlich mit einem Link zu weiteren Fotos des Baudenkmals im Medienarchiv Wikimedia Commons. Wenn man auf das Kamerasymbol klickt, können Fotos zu Baudenkmalen aus dieser Liste hochgeladen werden:

Zurück zur Hauptliste
| Lage                                        | Bezeichnung                       | Beschreibung | ID       | Bild |
| ------------------------------------------- | --------------------------------- | --- | -------- | ---- |
| Zehntstraße 51° 54′ 30″ N, 10° 25′ 22″ O    | Straßenraum                       | | 36593338 |      |
| Zehntstraße 2 51° 54′ 29″ N, 10° 25′ 16″ O  | Haus Wulfert                      | Einfamilienwohnhaus, erbaut 1928–29 nach Entwurf des Goslarer Architekturbüros Ehelolf & Heister für Heinrich Wulfert. Dreigeschossiger Massivbau mit flach geneigtem Walmdach, frei stehend am Rande eines Gartengrundstücks; Sockelmauerwerk im EG, Putzfassade in den OGs; 1. OG: Erker an der Südwestecke auf dreiviertelkreisförmigem Grundriss, Veranda an der Nordwestecke. | 36541721 |      |
| Zehntstraße 4 51° 54′ 29″ N, 10° 25′ 18″ O  | Wohnhaus                          | Zweigeschossiger Fachwerkbau mit Satteldach und Zwerchhaus, traufständig; Fassaden fachwerksichtig. Rückwärtig zweigeschossiger Seitenflügel, fachwerksichtig, Seitenfassade sowie Giebel des Seitenflügels mit Schiefer verschalt. | 36544093 |      |
| Zehntstraße 5 51° 54′ 30″ N, 10° 25′ 19″ O  | Wohnhaus                          | Zweigeschossiger Fachwerkbau mit Satteldach und Zwerchhaus, traufständig; Straßenfassade mit Schiefer verkleidet, Hoffassade fachwerksichtig, Ostgiebel mit Putzfassade. | 36513247 |      |
| Zehntstraße 5 51° 54′ 30″ N, 10° 25′ 19″ O  | Hinterhaus                        | Zweigeschossiger Fachwerkbau mit Satteldach, frei stehend; Fassaden mit Schiefer verkleidet. | 36581822 |      |
| Zehntstraße 6 51° 54′ 30″ N, 10° 25′ 20″ O  | Wohnhaus                          | Zweigeschossiger Fachwerkbau mit Satteldach und Zwerchhaus, traufständig mit seitlichen Bauwichen; Straßenfassade mit Schiefer verkleidet, Ostgiebel fachwerksichtig. | 36513275 |      |
| Zehntstraße 6 51° 54′ 30″ N, 10° 25′ 19″ O  | Hinterhaus                        | Zweigeschossiger Fachwerkbau mit Satteldach, frei stehend, L-förmiger Grundriss; Fassaden mit Schiefer verkleidet. | 36581847 | BW   |
| Zehntstraße 7 51° 54′ 30″ N, 10° 25′ 20″ O  | Wohnhaus                          | Erbaut 1874 von Friedrich Brunke für Wilhelm Fricke. Zweigeschossiger Fachwerkbau mit Satteldach und Zwerchhaus, traufständig mit Bauwichen; Fassaden mit Schiefer verkleidet. | 36513301 |      |
| Zehntstraße 8 51° 54′ 30″ N, 10° 25′ 21″ O  | Wohnhaus                          | Erbaut 1878–79 von Friedrich Brunke für Wilhelmine Wiegmann. Zweigeschossiger Fachwerkbau mit Satteldach und Zwerchhaus, traufständig mit Bauwich; Fassaden mit Schiefer verkleidet. | 36513329 |      |
| Zehntstraße 9 51° 54′ 30″ N, 10° 25′ 21″ O  | Wohnhaus                          | Zweigeschossiger Fachwerkbau mit Satteldach, traufständig mit seitlichem Bauwich; Straßenfassade mit Schiefer verkleidet, Ostgiebel verputzt. | 36513357 |      |
| Zehntstraße 9 51° 54′ 31″ N, 10° 25′ 21″ O  | Hinterhaus                        | Zweigeschossiger Fachwerkbau mit Walmdach sowie Zwerchhaus an der Nordfassade, frei stehend; Fassaden mit Schiefer verkleidet. | 36585245 |      |
| Zehntstraße 10 51° 54′ 30″ N, 10° 25′ 22″ O | Wohnhaus                          | Zweigeschossiger Fachwerkbau mit Satteldach, traufständig mit seitlichen Bauwichen; Straßenfassade mit Schiefer verkleidet, Ostgiebel fachwerksichtig. | 36513385 |      |
| Zehntstraße 10 51° 54′ 31″ N, 10° 25′ 22″ O | Hinterhaus                        | Eingeschossiger Fachwerkbau mit Satteldach, frei stehend; Längsfassade fachwerksichtig, Nordgiebel mit Holzverschalung, nordseitig Schuppenanbau mit Pultdach. | 36576726 |      |
| Zehntstraße 11 51° 54′ 31″ N, 10° 25′ 23″ O | Wohnhaus                          | Zweigeschossiger Fachwerkbau mit Satteldach, traufständig mit seitlichen Bauwichen; Straßenfassade mit Schiefer verkleidet. Rückwärtig zweigeschossiger Seitenflügel, fachwerksichtig, nordseitig Erker-Vorbau. | 36513413 |      |
| Zehntstraße 12 51° 54′ 31″ N, 10° 25′ 23″ O | Wohnhaus                          | Zweigeschossiger Fachwerkbau, frei stehend; starke baukörperliche Gliederung. Südfassade verputzt, Seitenfassaden fachwerksichtig. | 40159387 |      |
| Zehntstraße 12 51° 54′ 31″ N, 10° 25′ 23″ O | Remise                            | Eingeschossiger Massivbau mit Satteldach und Zwerchhäusern, giebelständig; DG in Fachwerkbauweise. Zwei große Toröffnungen. | 40159736 |      |
| Zehntstraße 13 51° 54′ 32″ N, 10° 25′ 24″ O | Wohnhaus                          | Zweigeschossiger Fachwerkbau mit Satteldach sowie Mittelrisalit mit Zwerchhaus; frei stehend, aus Straßenflucht zurückgesetzt, Fassade fachwerksichtig. | 36513470 |      |
| Zehntstraße 13 51° 54′ 31″ N, 10° 25′ 24″ O | Vorgarten                         | Vorgarten mit Einfriedung | 40502369 | BW   |
| Zehntstraße 15 51° 54′ 32″ N, 10° 25′ 25″ O | Wohnhaus                          | Zweigeschossiger Fachwerkbau mit Satteldach und Zwerchhaus, traufständig; Oberstock und Zwerchhaus leicht vorkragend; Fassade fachwerksichtig, Giebelseite mit Schiefer verkleidet. | 36513498 |      |
| Zehntstraße 51° 54′ 32″ N, 10° 25′ 26″ O    | Innere Stadtmauer                 | Fragment der historischen Stadtbefestigung (innerer Mauerring), Länge: ca. 90 m; Quadermauerwerk (westl. Abschnitt) und Bruchsteinmauerwerk (östl. Abschnitt); schmaler Durchgang mit flachem Giebelbogen auf Höhe Untere Schildwache. | 36594725 |      |
| Zehntstraße 17 51° 54′ 31″ N, 10° 25′ 26″ O | Wohnhaus                          | | 36513525 |      |
| Zehntstraße 17 51° 54′ 31″ N, 10° 25′ 26″ O | Nebengebäude                      | | 36575939 |      |
| Zehntstraße 18 51° 54′ 31″ N, 10° 25′ 25″ O | Wohnhaus                          | | 36513553 |      |
| Zehntstraße 18 51° 54′ 30″ N, 10° 25′ 26″ O | Nebengebäude                      | | 36576113 |      |
| Zehntstraße 19 51° 54′ 30″ N, 10° 25′ 25″ O | Wohnhaus                          | | 36513581 |      |
| Zehntstraße 20 51° 54′ 30″ N, 10° 25′ 24″ O | Wohnhaus                          | | 36513608 |      |
| Zehntstraße 21 51° 54′ 30″ N, 10° 25′ 23″ O | Wohnhaus                          | | 36513636 |      |
| Zehntstraße 24 51° 54′ 29″ N, 10° 25′ 20″ O | Kammergebäude der Vititor-Kaserne | | 36593059 |      |